# Charles Woodruff
Charles Sherman Woodruff (Cincinnati, Ohio, 15 d'agost de 1844 – Cincinnati, 6 de setembre de 1927) va ser un arquer estatunidenc que va competir durant el darrer terç del segle xix i els primers anys del segle xx.
El 1904 va prendre part en els Jocs Olímpics de Saint Louis, on va guanyar la medalla de plata en la prova de la ronda per equips, com a membre de l'equip Cincinnati Archers del programa de tir amb arc. En la prova de la ronda americana fou quart i en la ronda York vuitè.
La seva muller, Emily Woodruff, també va disputar aquests mateixos Jocs Olímpics.